# بید علفی آذرین
بید علفی آذرین (به انگلیسی: Chamaenerion angustifolium) از گیاهان پایا، علفی و گلدار از خانواده گل‌مغربیان می‌باشد. ساقه‌های مایل به قرمز این گیاه چند ساله علفی معمولاً ساده، راست، صاف، به ارتفاع ۰٫۵–۲٫۵ متر با برگ‌های متناوب پراکنده هستند. برگها به صورت مارپیچی و نیزه ای باریک و رگبرگدارهستند. تا زمانی که فضای باز و نور زیاد وجود داشته باشد گیاهان رشد می‌کنند و گل می‌دهند. گل‌های گیاه میزبان طیف گسترده‌ای از حشرات (سندرم گرده افشانی عمومی) هستند.